# Dư Hoa
Dư Hoa (giản thể: 余华; phồn thể: 余華; bính âm: Yú Huá) sinh ngày 3 tháng 4 năm 1960 tại Hàng Châu, Chiết Giang, là nhà văn đương đại tại Trung Quốc. Bắt đầu nổi lên từ những năm 80 của thế kỉ XX, Dư Hoa được biết là một trong những cây bút tiêu biểu của phong trào "truyện ngắn tiên phong". Từ những năm 90 của thế kỉ trước, những bộ tiểu thuyết của Dư Hoa lần lượt được xuất bản cho thấy sự chuyển hướng trong sáng tạo, thể hiện sự tìm tòi lối đi riêng của ông. Trải qua ba thập niên sáng tác, Dư Hoa để lại một dấu ấn đậm nét trên nền văn học đương đại, phản chiếu sinh động những chuyển biến trong đời sống tư tưởng của thời đại cũng như diện mạo của văn học Trung Quốc từ khi tiến hành Cải cách và mở cửa.